# Madas András
Madas András (eredeti neve: Muck András) (Újszentes, 1917. július 19. – Sopron/Budapest, 2009. június 30.) erdőmérnök, agrárpolitikus. A Magyar Tudományos Akadémia Erdészeti Bizottságának, a Doktori Tanács agrárökonómiai szakbizottságának tagja volt. Az Erdészeti és Faipari Egyetem címzetes egyetemi tanára. A mezőgazdasági tudományok kandidátusa (1961), a mezőgazdasági tudományok doktora (1971).

## Életpályája
1935-ben érettségizett Sopronban. 1935–1940 között a Műegyetem Bánya-, Kohó- és Erdőmérnöki Karán tanult Sopronban. 1940-ben a soproni Műegyetem tanársegéde lett. 1940–1944 között Kárpátalján a bustyaházai erdőigazgatóság építésvezetője, majd a szinevéri erdőhivatal vezetője volt. 1944–1947 között fogoly volt az Urálban. 1947–1948 között a zalaegerszegi Állami Erdőigazgatóság építésvezetője volt. 1948–1949 között a Magyar Állami Erdőgazdasági Üzemek Központi Igazgatóságának építési főosztályvezetőjeként dolgozott. 1949–1952 között az Országos Tervhivatal erdészeti osztályvezetője volt. 1953–1961 között a Mezőgazdasági Főosztály vezető helyettese, 1961–1972 között főosztályvezetője volt; hatásköre a mezőgazdaság, erdészet és vízgazdálkodás. 1954-től között az Európai Gazdasági Bizottság Fabizottságának tagja, 1969–1974 között alelnöke, 1974–1976 között elnöke volt. 1954–1958 között a Gödöllői Agrártudományi Egyetem hallgatója volt. 1956–1979 között az Országos Erdészeti Egyesület elnöke, majd 1979-től tiszteletbeli tagja volt. 1959–1961 között az MTA TMB önálló aspiránsa volt. 1960-tól az MTESZ elnökségének tagja volt. 1967–1972 között az Országos Tervhivatal átszervezése után a Mezőgazdasági és Élelmezési Főosztály vezetőjeként dolgozott. 1972–1975 között mezőgazdasági és élelmezésügyi miniszter-helyettes volt. 1973–1975 között a Magyar Lovasszövetség elnöke volt. 1975-ben nyugdíjba vonult.

### Kutatható iratanyaga
Miniszterhelyettesi működési időszakából 0,48 iratfolyóméternyi (4 doboznyi), maradandó értékűnek minősített iratanyaga került az Országos Levéltár, mai nevén Magyar Nemzeti Levéltár Országos Levéltára őrizetébe, ahol az a XIX-K-9-be törzsszámon kutatható.

## Családja
Szülei: Muck András (?−1931) erdőmérnök és Székely Gabriella voltak. Nagyapja, Muck Endre (1851–1925) erdőmérnök volt. 1947-ben házasságot kötött Scheffer Erzsébettel. Négy lányuk született: Zsuzsanna (1948), Erzsébet (1949), Katalin (1950) és Anna (1955). Testvérei: Madas László (1920–2009) és Madas Gabriella erdészek.

## Művei
- A Szovjetunió erdőgazdasága (Erdészeti Lapok, 1948)
- A gépesítés irányai a erdőgazdaságban. – A Szovjetunió tizenöt éves fásítási terve. – Az Országos Erdészeti Egyesület az öt éves terv szolgálatában (Erdészeti Lapok, 1949)
- Az erdőgazdaság időszerű kérdései (Erdészeti Lapok, 1950)
- Az erdőgazdaság távlati terve (Az Erdő, 1952)
- Az európai fahelyzetről (Az Erdő, 1955)
- Az európai fafogyasztás szerkezete és alakulása (Faipar, 1956)
- A farost- és forgácslemezgyártás problémái (Faipar, 1957)
- A hazai faellátás és faipar főbb kérdései (Erdészettudományi Közlemények, 1958)
- A fa világpiaci helyzete és a faipar tizenöt éves fejlesztési terve. – A KGST államok együttműködése az erdőgazdaság, a fa-, a cellukóz- és a papíripar területén (Faipar, 1958)
- Nyártelepítések jelentősége papír- és cellulóziparunk fejlesztése szempontjából (Az MTA Agrártudományok Osztálya Közleményei, 1959)
- A magyar erdőgazdaság néhány közgazdasági problémája (Az Erdő, 1959)
- A faimport viszonylagos csökkentését biztosító feladatok és azok megoldása a népgazdaság legfontosabb ágazataiban a távlati fejlesztési terv időszakában. 1960–1975. Kand. értek. (Budapest, 1960)
- A hulladékfelhasználás problémái a főbb fakitermelő és fafogyasztó államokban. – Az európai fahelyzet (Faipar, 1960)
- Így erdősül legfátlanabb megyénk (Élet és Tudomány, 1960)
- A nyárfatermesztés gazdaságossága (Az Erdő, 1961)
- Erdészeti és Faipari Egyetem (Az Erdő, 1962)
- Az iparifa-fogyasztás színvonalát befolyásoló legfontosabb tényezők (Az Erdészeti és Faipari Egyetem Tudományos Közleményei, 1965)
- A II. ötéves terv teljesítésének néhány tapasztalata (Nemzetközi Mezőgazdasági Szemle, 1966)
- A hosszú távú tervezés új kérdései az erdőgazdaságban. – Tervgazdaság az erdészetben (Az Erdő, 1967)
- Könnyűszerkezetű, faalapanyagú paneles állattenyésztési és állattartási épületek kialakítása (Jakus Vendellel, Mezőgazdasági Gépészet és Építészet, 1967)
- Lakóházak fából (Népszabadság, 1967. dec. 7.)
- A magyar mezőgazdaság fejlesztése (Tanfolyami jegyzetek, Budapest, 1968)
- A műtrágya-felhasználás hatékonysága hazánkban (Molnár Ferenccel, Közgazdasági Szemle, 1968)
- Az erdő- és fagazdasági politika időszerű kérdései (Az Erdő, 1968)
- Vertikális integráció a fagazdaságban (Az Erdő, 1969)
- A műtrágya-felhasználás országos és területi hatékonyságának néhány kérdése (Molnár Ferenccel, Magyar Mezőgazdaság, 1969)
- A műtrágyák hatékonyságának néhány közgazdasági szempontja (Molnár Ferenccel, Nemzetközi Mezőgazdasági Szemle, 1969)
- A világ fafogyasztására vonatkozó trendek és prognózisok. Doktori értek. (Budapest, 1970)
- A magyar állattenyésztés helyzete és fejlesztésének közgazdasági problémái. – A mezőgazdaság fejlesztésének fő irányai a IV. ötéves tervben (Nemzetközi Mezőgazdasági Szemle, 1970)
- Az élelmiszer-gazdaság eredményei, a IV. ötéves terv ipari háttere, a fejlesztés anyagi megalapozása (Tudomány és Mezőgazdaság, 1970)
- Hipotézisek, prognózisok az élelmiszer-gazdaság fejlesztésének távlati tervezésében (Gazdaság, 1970)
- A fa és faalapanyagú termékek védelme és társítása (Budapest, 1971)
- Gondolatok az európai erdőgazdálkodás jövőjéről. – A fa jelentősége gazdasági életünkben (Az Erdő, 1971)
- A fagazdaság népgazdasági jelentősége és az erdészeti kutatás (Az Erdő, 1972)
- A hosszú távú tervezés közgazdasági alapjai (Az Erdő, 1973)
- World consumption of wood. Trends and prognoses. (Akadémiai Kiadó, Budapest, 1974)
- Silviculture and Environment Protection in Hungary (Erdészeti Kutatások, 1974)
- Mezőgazdasági és élelmiszer-ipari együttműködés a KGST-ben (Társadalmi Szemle, 1974)
- Fűrészüzemi rekonstrukció helyzete és feladatai (Faipar, 1974)
- A fa ipari feldolgozásának fő célkitűzései a következő tervidőszakban (Az Erdő, 1975)
- A természetvédelem egyesületi feladatai. – Az európai fapiac helyzete (Az Erdő, 1977)
- Erdészeti politika (Budapest, 1978)
- Magyar–szovjet együttműködés az erdőgazdálkodás és a környezetvédelem területén a műszaki és természettudományi társadalmi egyesületek keretében (Az Erdő, 1979)
- Az erdőgazdaság távlati terve (Az Erdő, 1983)
- Ésszerű környezetgazdálkodás a mezőgazdaságban (Budapest, 1985)
- Négy évtized erdészeti politikája (Az Erdő, 1985)
- Környezetgazdálkodás a mezőgazdaságban (ÖKO. Ökológia, Környezetgazdálkodás, Társadalom, 1990)
- A Stockholmi Konferencia utáni évtized. A nemzetközi környezetvédelmi összefogás évtizede (Környezet és Fejlődés, 1992)
- Alföldi kérdések az erdészeti politikában (Hidrológiai Közlöny, 1993)
- A közgazdasági szabályok szerepe az agrár-környezetvédelemben (ÖKO. Ökológia, Környezetgazdálkodás, Társadalom, 1994)
- Az erdészeti világkongresszusok (Erdészeti Lapok, 1996)
- A millecentenárium és az erdészet (Erdészeti Lapok, 1996 és Erdészettörténeti Közlemények, 1997)
- A természetközeli erdők megteremtésének egyes feltételei (Erdészeti Lapok, 1998)
- Az erdészeti politika két időszerű kérdése. Erdészeti politika a piacgazdaság viszonyai között (Budapest, 1999)

## Díjai
- Magyar Népköztársasági Érdemrend (1952)
- Szocialista Munkáért Érdemérem (1955)
- Munka Érdemrend arany fokozata (1962, 1966)
- MTESZ Díj (1970)
- Pro Natura emlékérem (1983)
- Bedő Albert-díj (1986)
- Széchenyi-díj (1998)
- Zólyomi Bálint-díj (2002)